# Strausberger Platz
Der Strausberger Platz ist ein großer städtischer Platz im Berliner Ortsteil Friedrichshain und markiert die Grenze zum Bezirk Mitte. Er ist über die Karl-Marx-Allee mit dem Alexanderplatz und über die Lichtenberger Straße mit dem Platz der Vereinten Nationen verbunden. Diese beiden Straßen kreuzen sich in einem ovalen Kreisverkehr am Strausberger Platz.

## Geschichte
Im Mittelalter befand sich in der Nähe des heutigen Strausberger Platzes der Richtplatz Berlins. Hier wurde beispielsweise Hans Kohlhase 1540 hingerichtet, dem Heinrich von Kleist in seiner Erzählung Michael Kohlhaas ein Denkmal setzte. Seit dem Bau der Akzisemauer in den 1730er Jahren gehört der Platz zu Berlin. Im 19. Jahrhundert war er eine Straßenkreuzung zwischen der Großen Frankfurter Straße sowie Kraut-, Weber- und Strausberger Straße und befand sich etwa 50 Meter östlich seiner heutigen Lage.

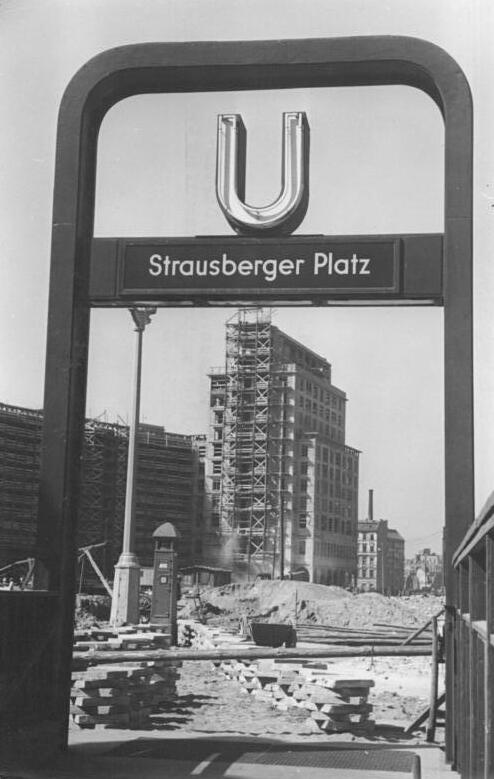
Bauarbeiten im Jahr 1953

Im Zweiten Weltkrieg wurde die Gegend um den Strausberger Platz nahezu vollständig zerstört. In der Nachkriegszeit wurde deshalb unter der DDR-Führung mit dem Bau neuer sozialistischer Wohnhäuser im Stil des Sozialistischen Klassizismus begonnen. Nach einem städtebaulichen Wettbewerb 1951 wurde die Bebauung der damaligen Stalinallee zwischen Strausberger Platz im Westen und Proskauer Straße im Osten in Blöcke aufgeteilt und an verschiedene Architektenkollektive zur Planung und Bebauung übergeben. Die Bebauung des Strausberger Platzes oblag 1952–1955 einem Kollektiv um Hermann Henselmann.
Die Baustelle am Strausberger Platz war einer der Ausgangspunkte der Streiks gegen die erhöhten Arbeitsnormen in der DDR am 16. Juni 1953 und damit des Aufstandes am 17. Juni 1953.

## Aussehen des Platzes
Anstelle einer zunächst schlichten, überwiegend mit Rasen und rahmender Blumenrabatte erfolgten Begrünung wurde der ovale Platz im Jahr 1967 aufwendig gestaltet, nachdem bereits im Jahr zuvor ein durch den Kunstschmied Fritz Kühn sowie den Architekten Heinz Graffunder gestalteter Brunnen im Auftrag des Ost-Berliner Magistrats aufgestellt worden war.
Die Restaurierung des Platzes im Jahr 2024 und der anschließenden Karl-Marx-Allee soll die Gegend wieder zu einer beliebten Einkaufsstraße machen und die denkmalgeschützten Gebäude erhalten.

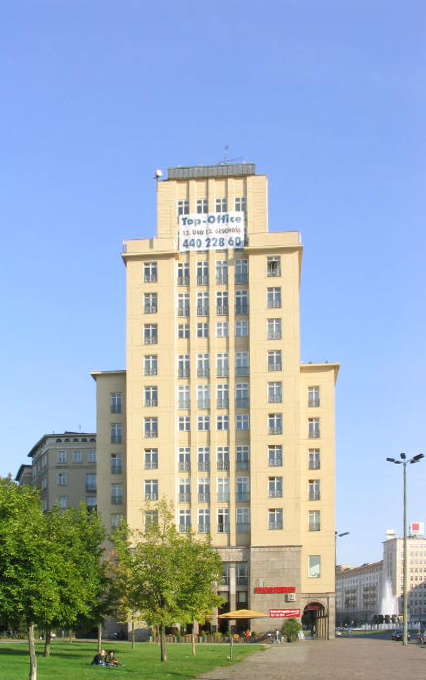
Haus Berlin von Westen gesehen
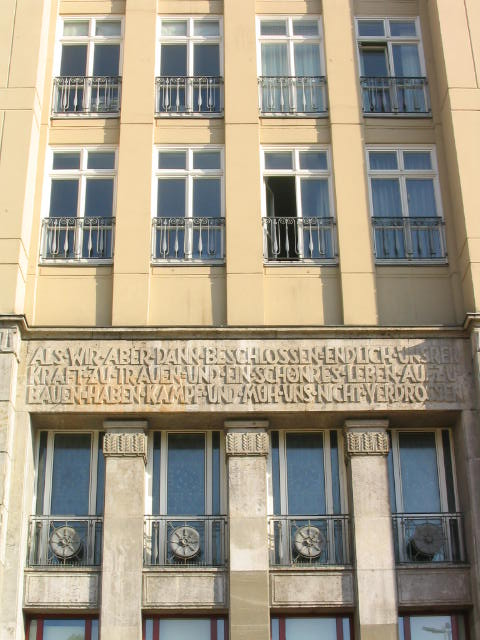
Haus Berlin, Detail; Architekt: Hermann Henselmann

Die Häuser am Strausberger Platz sind wie in der übrigen Karl-Marx-Allee aufwendig gestaltet und besitzen überwiegend acht Etagen. Das Parterre der Häuser ist als Ladenzone gebaut. Die vier Straßenausgänge des Platzes sind torartig ausgeführt. Nach Norden und Süden an der Lichtenberger Straße wird dies dadurch erreicht, dass die betonten Eckhäuser nahezu bis an die Straße heranreichen und der Fußweg mittels offener Arkadengänge durch sie hindurchführt. Die Torgebäude am östlichen und westlichen Ausgang stechen neben ihrer besonderen Gestaltung durch ihre Höhe hervor. Den östlichen Abschluss des Platzes bilden zwei zehngeschossige Gebäude, und am Westausgang stehen zwei 14-geschossige Hochhäuser. Diese waren als Haus des Kindes und Haus Berlin gebaut und wurden im Unterschied zu der sonstigen Bebauung der Stalinallee in den 1950er Jahren als Montagebauten aus Stahlbetonfertigteilen erbaut.
Im Haus des Kindes waren neben Wohnungen ein Puppentheater, ein Kindergarten, ein Kinderkaufhaus und im obersten Geschoss ein Kindercafé untergebracht, das den Hinweis „Erwachsene nur in Begleitung von Kindern“ trug. Bemerkenswert waren die Treppengeländer mit Märchenmotiven, ausgeführt von der Kunstschmiede Berlin. Die Miniaturtiere, die die Kinder begeisterten, sind seit dem Umbau des Hauses in den 1990er Jahren nicht mehr auffindbar.
Das Haus Berlin enthielt in den unteren und den oberen Etagen Restaurants, Cafés und eine Bar. Die beiden Torgebäude tragen auf ihrer Westseite jeweils eine große Inschrift, das Haus des Kindes ein Zitat aus Goethes Faust II: „Solch ein Gewimmel möchte ich sehn, auf freiem Grund mit freiem Volke stehn“, das Haus Berlin aus einem Poem von Bertolt Brecht: „Als wir aber dann beschlossen endlich unsrer Kraft zu trauen und ein schönres Leben aufzubauen haben Kampf und Müh uns nicht verdrossen“. Am Haus Berlin wurde 1998 eine Tafel zur Erinnerung an die Verteidigung der Barrikade in der Großen Frankfurter Straße während der Märzrevolution 1848 angebracht.

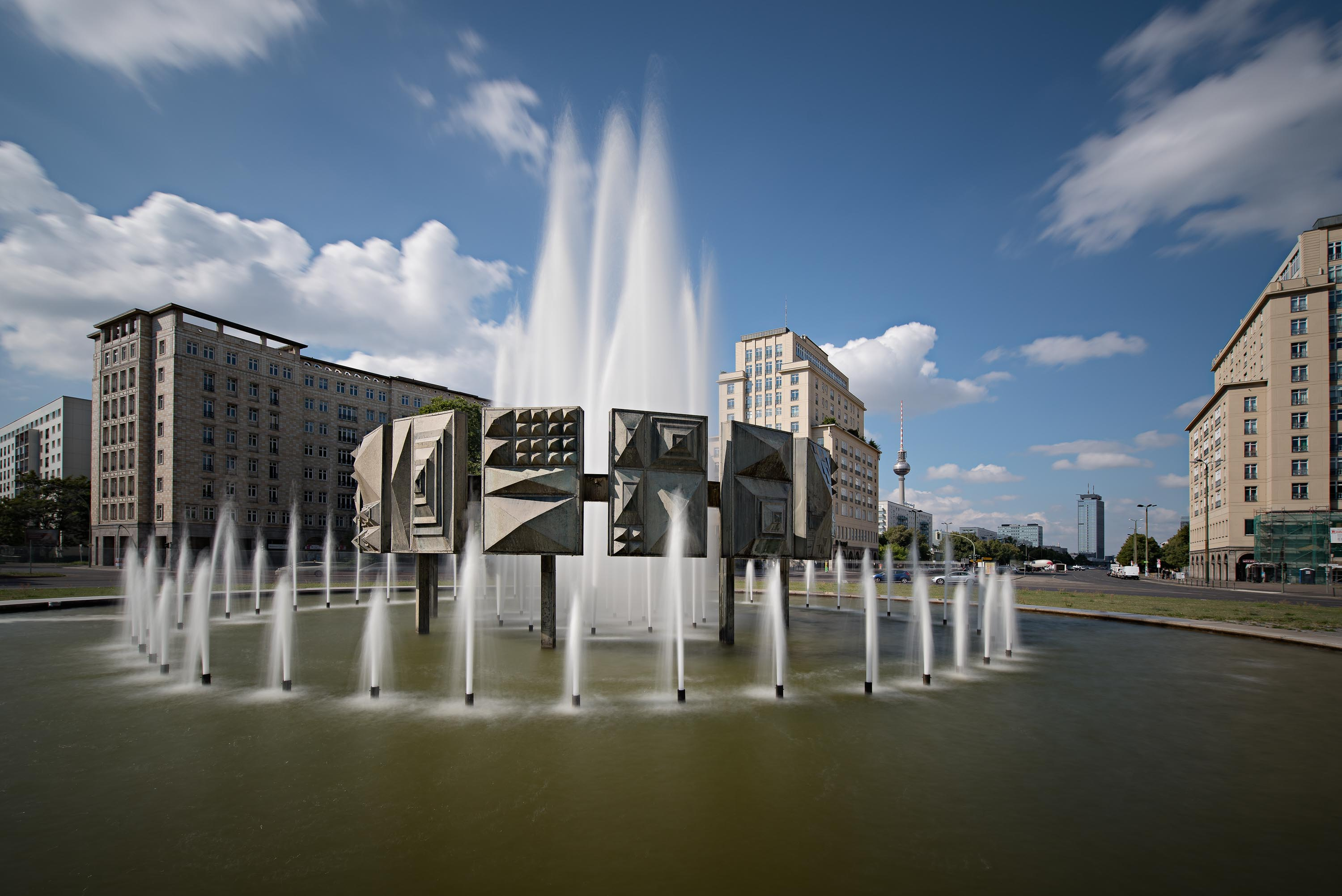
Brunnen am Strausberger Platz

In der Mitte des Kreisels, um den der Straßenverkehr herumführt und auf den es keinen Zugang für Fußgänger gibt, steht auf einer aktuell ungestalteten Rasenfläche der oben erwähnte Springbrunnen, genannt Schwebender Ring. Im Zentrum eines großen, kreisrunden Wasserbeckens erhebt sich ein Kranz von hohen Wasserfontänen, umgeben von einem Ringgerüst auf acht Pfeilern, an dem 16 plastisch getriebene, hochrechteckige Kupferplatten mit variierenden Diamantquaderungen angebracht sind. Die zentrale Fontäne des Brunnens erreicht eine Höhe von 18 Metern, sie kann windabhängig auch verringert werden. Die Metallinstallation ist umgeben von einem Kranz von kleineren Fontänen. Die Dunstschleier der beiden Fontänenringe und die erhöht angebrachten Metallplatten erwecken den Eindruck eines schwebenden Ringes. Der auf einer quadratischen Plattenfläche positionierte Brunnen mit insgesamt 43 Fontänen war ursprünglich von 36 quadratischen Rosenbeeten umgeben, die das Quadratmuster der das Brunnenbecken umgebenden Pflasterung aufnahmen. Die Rosenbeete waren östlich und westlich in je zwei Reihen und an den beiden anderen Seiten in je einer Reihe vorgelagert. Die Randflächen wurden mit Rasen begrünt. Das Brunnenareal ist vollständig von kreisförmig geführten Fahrbahnen umgeben.
Der Brunnen wird seit 2024 rückgebaut und saniert. Nach 2026 folgt der Neubau der Brunnenanlage entsprechend dem historischen Vorbild.
Die Freiflächen vor den Wohngebäuden enthalten Rasenflächen und unregelmäßig gepflanzte Platanen.

Der U-Bahnhof Strausberger Platz der Linie U5 liegt, wie der historische Platz, östlich der heutigen Platzfläche.

## Karl-Marx-Büste

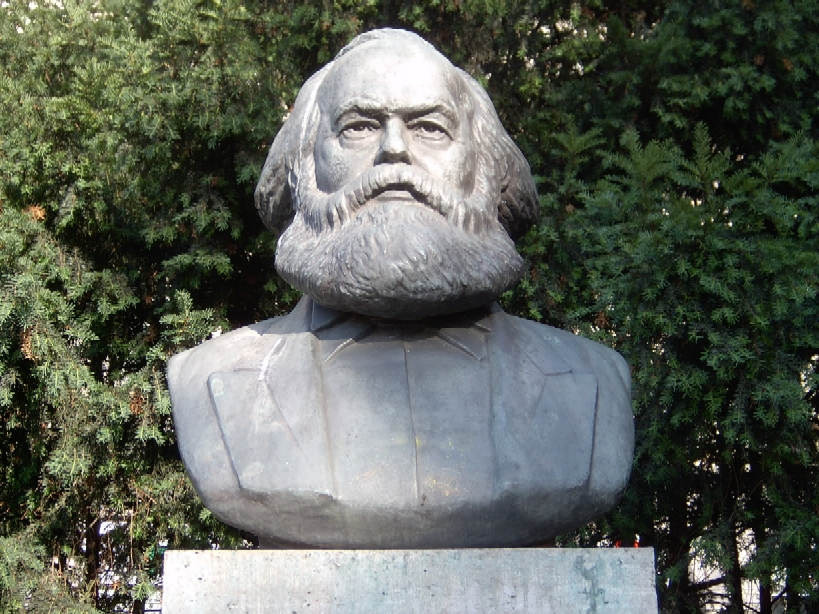
Büste zu Ehren von Karl Marx

Auf der südöstlichen Fläche des Platzes wurde 1983 eine von Will Lammert angefertigte Büste für Karl Marx aufgestellt. Sie bildet den Bezug zur hier vorbeiführenden Karl-Marx-Allee. Die rund einen Meter hohe porträthafte Bronzebüste steht auf einem zwei Meter hohen, schmalen, weißen Betonsockel. Im Zusammenhang mit der Entfernung zahlreicher Denkmale nach der politischen Wende diskutierten Senatsbeauftragte den Abbau, was aber dann nicht erfolgte.